# Югыдвож (приток Вуктыла)
Югыдвож (устар. Югыд-Вуктыл, Светлый Вуктыл) — река в России, протекает в Республики Коми по территории округа Вуктыл и Троицко-Печорского района. Устье реки находится в 12 км по правому берегу реки Вуктыл. Длина реки составляет 87 км, площадь водосборного бассейна 790 км².

## Притоки
- 18 км: Ыджыдъёль (пр)
- 34 км: Варканъёль (пр)
- Кыртаёль (пр)
- Тимашор (пр)
- Мойкъемъёль (пр)
- Пыспысъёль (лв)
- 49 км: Югыдъёль (пр)
- 57 км: Пармавож (пр)
- Курья-Ёль (пр)
- Верхний Пармавож (пр)

## Этимология гидронима
Югыдвож от коми югыд — «светлый» и вож — «приток».

## Данные водного реестра
По данным государственного водного реестра России относится к Двинско-Печорскому бассейновому округу, водохозяйственный участок реки — Печора от водомерного поста у посёлка Шердино до впадения реки Уса, речной подбассейн реки — бассейны притоков Печоры до впадения Усы. Речной бассейн реки — Печора.
Код объекта в государственном водном реестре — 03050100212103000061692.